# Calanthe davaensis
Calanthe davaensis är en orkidéart som beskrevs av Oakes Ames. Calanthe davaensis ingår i släktet Calanthe och familjen orkidéer. Inga underarter finns listade i Catalogue of Life.